# Коллинз, Джейсон
Дже́йсон Пол Ко́ллинз (англ. Jason Paul Collins; родился 2 декабря 1978 года в Нортридже, Калифорния, США) — американский профессиональный баскетболист, выступающий в Национальной баскетбольной ассоциации за команду «Бруклин Нетс».

## Биография
Коллинз является выпускником школы Гарвард-Уестлэйк, где он играл за местную команду вместе со своим братом-близнецом Джарроном Коллинзом, а игроком выходившим на замену на позицию Джейсона был известный ныне голливудский актёр Джейсон Сигел.

### НБА
Коллинз был выбран под высоким 18-м номером на драфте НБА 2001 года клубом «Хьюстон Рокетс». Но, практически сразу, был обменян в «Нью-Джерси Нетс». Джейсон попал в сильную молодую команду, которую вёл за собой Джейсон Кидд. В сезоне 2001/02 годов «Нетс» выиграли свой дивизион, а в плей-офф пробились в финал, где уступили «Лос-Анджелес Лейкерс». В сезоне 2002/03 годов Коллинз занял позицию центрового в стартовой пятёрке клуба и помог команде второй сезон подряд попасть в финал НБА, где «Нью-Джерси» вновь уступили, на этот раз «Сан-Антонио Спёрс». После окончания сезона Коллинс подписал пятилетний контракт с «Нетс» на общую сумму 25 миллионов долларов.
4 февраля 2008 года Коллинз был обменян в «Мемфис Гриззлис». 26 июня 2008 года Джейсона обменяли в «Миннесоту Тимбервулвз», как часть большой сделки с участием Кевина Лава и О Джей Мейо. После истечения контракта в конце сезона 2008/09 годов руководство «Миннесоты» отказалось продлевать соглашение с Коллинзом. 2 сентября Джейсон подписал контракт с «Атлантой Хокс», в конце сезона 2009/10 с ним продлили соглашения ещё на один год.
31 июля Коллинс подписал минимальный однолетний контракт с «Бостон Селтикс» на общую сумму 1,3 млн долларов.
23 февраля 2014 года, Коллинз подписал 10-дневный контракт с Бруклин Нетс. Он дебютировал в победной игре против Лейкерс в Стэйплс-центре. За 11 минут он не набрал ни одного очка, но помогал «Нетс» в обороне. Джейсон Коллинз стал первым в истории НБА действующим игроком, открыто заявившем о своей нетрадиционной сексуальной ориентации.
19 ноября 2014 года Джейсон Коллинз сообщил о завершении игровой карьеры в НБА.

### Каминг-аут
29 апреля 2013 года в статье для журнала Sports Illustrated Джейсон Коллинз рассказал о своей гомосексуальной ориентации. По информации ESPN, Коллинз сделал каминг-аут первым среди действующих спортсменов из ведущих американских спортивных лиг (бейсбол, американский футбол, баскетбол и хоккей с шайбой). Коллинз сообщил, что выбрал себе 98-й номер в память о Мэттью Шепарде, ставшему жертвой преступления на почве ненависти к сексуальным меньшинствам в 1998 году.
Брат-близнец Джейсона Джаррон Коллинз заявил, что гордится своим братом. В тот же день Президент США Барак Обама позвонил Джейсону, чтобы выразить ему поддержку и восхищение храбростью. Коллинза поддержал экс-президент США Билл Клинтон, а также ряд баскетболистов из разных стран — Тони Паркер, Кобе Брайант, Стив Нэш и другие. Комиссионер НБА Дэвид Стерн также поддержал баскетболиста.
В течение 8 лет Джейсон встречался с американской баскетболисткой и моделью Кэролин Мус, их свадьба, намеченная на 2009 год, была отменена по инициативе жениха. Сама Мус была удивлена заявлением Коллинза, сообщив, что узнала о том, что Джейсон — гомосексуал, лишь за несколько дней до публикации в Sports Illustrated.

## Статистика

### Статистика в НБА
| Сезон                                                                                    | Команда    | Регулярный сезон | Регулярный сезон | Регулярный сезон | Регулярный сезон | Регулярный сезон | Регулярный сезон | Регулярный сезон | Регулярный сезон | Регулярный сезон | Регулярный сезон | Регулярный сезон | Серия плей-офф | Серия плей-офф | Серия плей-офф | Серия плей-офф | Серия плей-офф | Серия плей-офф | Серия плей-офф | Серия плей-офф | Серия плей-офф | Серия плей-офф | Серия плей-офф |
| Сезон                                                                                    | Команда    | GP               | GS               | MPG              | FG%              | 3P%              | FT%              | RPG              | APG              | SPG              | BPG              | PPG              | GP             | GS             | MPG            | FG%            | 3P%            | FT%            | RPG            | APG            | SPG            | BPG            | PPG            |
| ---------------------------------------------------------------------------------------- | ---------- | ---------------- | ---------------- | ---------------- | ---------------- | ---------------- | ---------------- | ---------------- | ---------------- | ---------------- | ---------------- | ---------------- | -------------- | -------------- | -------------- | -------------- | -------------- | -------------- | -------------- | -------------- | -------------- | -------------- | -------------- |
| 2001/02                                                                                  | Нью-Джерси | 77               | 8                | 18,3             | 42,1             | 50,0             | 70,1             | 3,9              | 1,1              | 0,4              | 0,6              | 4,5              | 17             | 0              | 13,4           | 36,4           | -              | 65,8           | 2,4            | 0,4            | 0,3            | 0,4            | 2,9            |
| 2002/03                                                                                  | Нью-Джерси | 81               | 66               | 23,5             | 41,4             | 0,0              | 76,3             | 4,5              | 1,1              | 0,6              | 0,5              | 5,7              | 20             | 20             | 26,5           | 36,3           | 0,0            | 83,6           | 6,3            | 0,9            | 0,7            | 0,6            | 5,9            |
| 2003/04                                                                                  | Нью-Джерси | 78               | 78               | 28,5             | 42,4             | 0,0              | 73,9             | 5,1              | 2,0              | 0,9              | 0,7              | 5,9              | 11             | 11             | 24,0           | 36,8           | -              | 75,0           | 4,0            | 1,5            | 0,3            | 0,9            | 3,6            |
| 2004/05                                                                                  | Нью-Джерси | 80               | 80               | 31,8             | 41,2             | 33,3             | 65,6             | 6,1              | 1,3              | 0,9              | 0,9              | 6,4              | 4              | 4              | 32,0           | 23,5           | -              | 37,5           | 6,5            | 0,3            | 0,5            | 0,0            | 2,8            |
| 2005/06                                                                                  | Нью-Джерси | 71               | 70               | 26,7             | 39,7             | 25,0             | 51,2             | 4,8              | 1,0              | 0,6              | 0,6              | 3,6              | 11             | 11             | 27,5           | 36,0           | -              | 59,1           | 5,0            | 0,3            | 0,5            | 0,2            | 2,8            |
| 2006/07                                                                                  | Нью-Джерси | 80               | 78               | 23,0             | 36,4             | 0,0              | 46,5             | 4,0              | 0,6              | 0,5              | 0,5              | 2,1              | 11             | 11             | 26,8           | 50,0           | -              | 44,4           | 3,2            | 0,2            | 0,6            | 0,3            | 2,0            |
| 2007/08                                                                                  | Нью-Джерси | 43               | 23               | 15,9             | 42,6             | -                | 38,9             | 2,1              | 0,4              | 0,3              | 0,2              | 1,4              | Не участвовал  | Не участвовал  | Не участвовал  | Не участвовал  | Не участвовал  | Не участвовал  | Не участвовал  | Не участвовал  | Не участвовал  | Не участвовал  | Не участвовал  |
| 2007/08                                                                                  | Мемфис     | 31               | 3                | 15,7             | 50,8             | 0,0              | 52,6             | 2,9              | 0,2              | 0,4              | 0,5              | 2,6              | Не участвовал  | Не участвовал  | Не участвовал  | Не участвовал  | Не участвовал  | Не участвовал  | Не участвовал  | Не участвовал  | Не участвовал  | Не участвовал  | Не участвовал  |
| 2008/09                                                                                  | Миннесота  | 31               | 22               | 13,6             | 31,4             | -                | 46,4             | 2,3              | 0,4              | 0,3              | 0,4              | 1,8              | Не участвовал  | Не участвовал  | Не участвовал  | Не участвовал  | Не участвовал  | Не участвовал  | Не участвовал  | Не участвовал  | Не участвовал  | Не участвовал  | Не участвовал  |
| 2009/10                                                                                  | Атланта    | 24               | 0                | 4,8              | 34,8             | 0,0              | 0,0              | 0,6              | 0,2              | 0,1              | 0,1              | 0,7              | 3              | 0              | 3,2            | 60,0           | -              | -              | 1,7            | 0,0            | 0,0            | 0,0            | 2,0            |
| 2010/11                                                                                  | Атланта    | 49               | 28               | 12,1             | 47,9             | 100,0            | 65,9             | 2,1              | 0,4              | 0,2              | 0,2              | 2,0              | 12             | 9              | 13,2           | 64,3           | -              | 37,5           | 1,4            | 0,1            | 0,4            | 0,3            | 1,8            |
| 2011/12                                                                                  | Атланта    | 30               | 10               | 10,3             | 40,0             | -                | 46,7             | 1,6              | 0,3              | 0,1              | 0,1              | 1,3              | 5              | 4              | 17,0           | 54,5           | -              | -              | 2,4            | 0,0            | 0,2            | 0,0            | 2,4            |
| 2012/13                                                                                  | Бостон     | 32               | 7                | 10,3             | 34,8             | -                | 70,0             | 1,6              | 0,2              | 0,3              | 0,2              | 1,2              | Не участвовал  | Не участвовал  | Не участвовал  | Не участвовал  | Не участвовал  | Не участвовал  | Не участвовал  | Не участвовал  | Не участвовал  | Не участвовал  | Не участвовал  |
| 2012/13                                                                                  | Вашингтон  | 6                | 2                | 9,1              | 16,7             | -                | 100,0            | 1,3              | 0,3              | 0,3              | 0,7              | 0,7              | Не участвовал  | Не участвовал  | Не участвовал  | Не участвовал  | Не участвовал  | Не участвовал  | Не участвовал  | Не участвовал  | Не участвовал  | Не участвовал  | Не участвовал  |
| 2013/14                                                                                  | Бруклин    | 22               | 1                | 7,8              | 45,8             | 0,0              | 75,0             | 0,9              | 0,2              | 0,4              | 0,0              | 1,1              | Не участвовал  | Не участвовал  | Не участвовал  | Не участвовал  | Не участвовал  | Не участвовал  | Не участвовал  | Не участвовал  | Не участвовал  | Не участвовал  | Не участвовал  |
|                                                                                          | Всего      | 735              | 476              | 20,4             | 41,1             | 20,6             | 64,7             | 3,7              | 0,9              | 0,5              | 0,5              | 3,6              | 94             | 70             | 21,3           | 39,3           | 0,0            | 68,5           | 3,8            | 0,5            | 0,4            | 0,4            | 3,3            |
| Наведите курсор мыши на аббревиатуры в заголовке таблицы, чтобы прочесть их расшифровку. |            |                  |                  |                  |                  |                  |                  |                  |                  |                  |                  |                  |                |                |                |                |                |                |                |                |                |                |                |